# 苦林古墳群

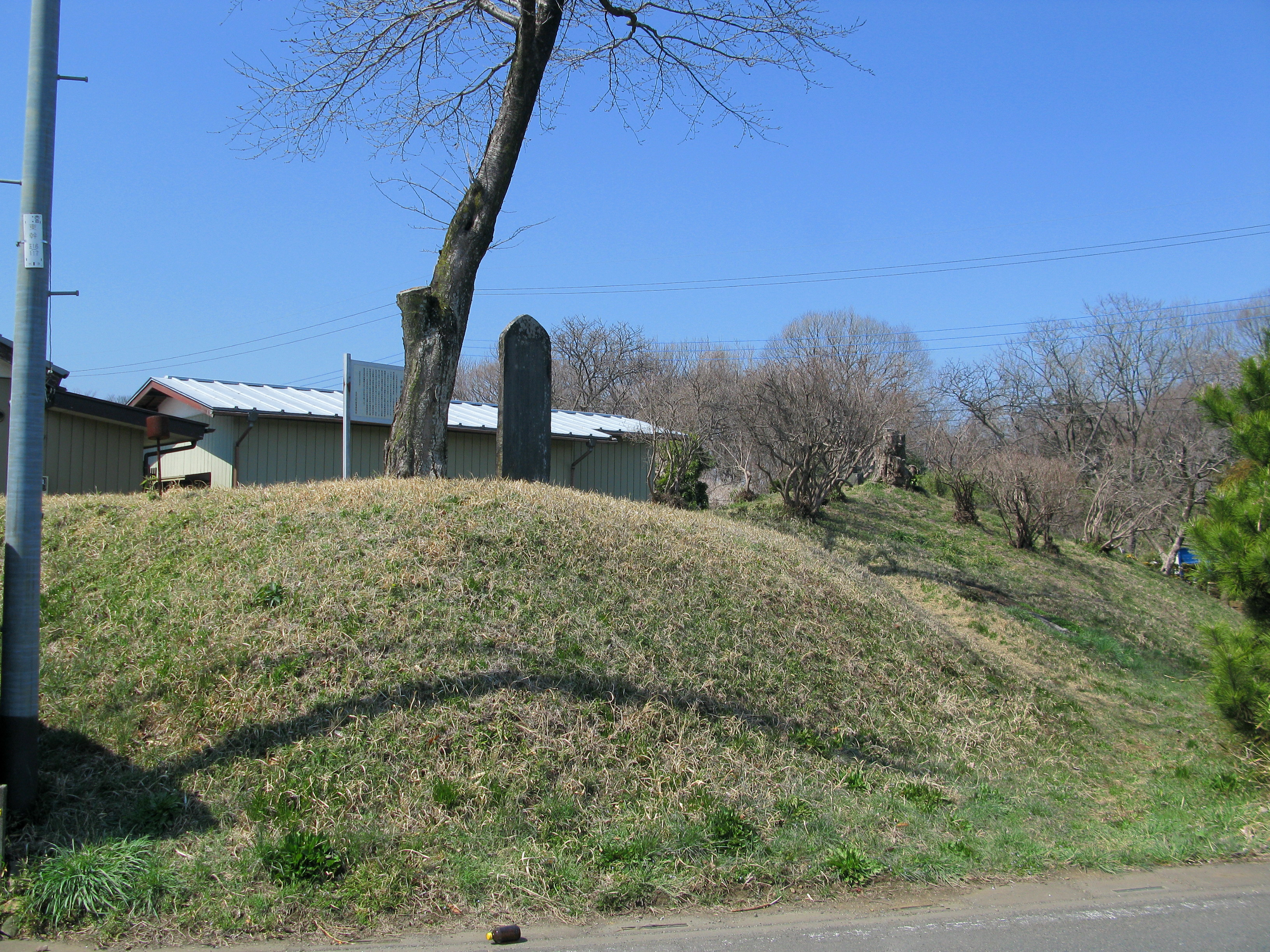
苦林古墳（2012年3月）

苦林古墳群（にがばやしこふんぐん）とは埼玉県入間郡毛呂山町の苦林地区と大類地区、および隣接する坂戸市善能寺地区に跨る小古墳群の総称である。

## 概要
毛呂山町北東部、越辺川東岸の水田を望む台地上に築かれた墳丘長10メートル－40メートル程の大小40余基からなる古墳群で、築造年代は6世紀末－7世紀初頭と推定される。

## 特徴
当古墳群中には墳丘長20メートル－40メートル級の前方後円墳が5基（毛呂山町側に2基、坂戸市側に3基）あり、これは規模こそ小さいものの、埼玉県下では埼玉古墳群の8基に次ぐ多さである。
ほとんどの古墳は明治時代から大正時代にかけての盗掘や戦中戦後の農地拡張に伴う破壊により、内部構造や出土品など資料が乏しい。

## 苦林野古戦場
この付近は後世に鎌倉街道上道が縦貫し、南北朝時代に鎌倉公方足利基氏と上野・越後守護代芳賀禅可の軍勢が激突した苦林野合戦（1363年）の地であり、毛呂山町側にある前方後円墳の墳丘上に江戸時代に建立された供養塔がある。

## 史跡指定
苦林野古戦場は埼玉県指定史跡、古墳墳丘と供養塔は毛呂山町指定史跡となっている。